# Polyoxométallate
Le terme polyoxométallate (POM) regroupe une grande variété de clusters anioniques à bases de complexes oxo de métaux de transition. Dans la majorité des cas, les métaux de transition à la base des polyoxométallates sont le V(V) (on parlera alors de polyoxovanadate), le Mo(VI) (polyoxomolybdate), le W(VI) (polyoxotungstate) et Tc(V,VII) (polyoxotechnétate).
Il existe quatre grands types de structures : la structure de Lindqvist, la structure d'Anderson, la structure de Keggin et la structure de Dawson.

## Les structures
| Hexamolybdate                   | Anderson ion                   | Structure de l'anion phosphotungstate | Dawson ion                      |  |
| Structure de Lindqvist, M6O19n− | Structure d'Anderson, XM6O24n− | Structure de Keggin, XM12O40n−        | Structure de Dawson, X2M18O62n− |  |

Les quatre structures classiques des polyoxométallates sont représentées ci-dessus. X est un hétéroatome (lorsque X = H, on parle d'isopolyoxométallate, lorsque X = B, Al, Si, P, S, Ga, Ge ou As, on parle d'hétéropolyoxométallate).

### Lesisomèresde la structure de Keggin
Il existe quatre isomères de la structure de Keggin, ils sont désignés par les lettres grecs α, β, γ et ε. L'isomère α ainsi que l'isomère ε sont de symétrie Td, l'isomère β est de symétrie C3v, l'isomère γ est de symétrie C2v.

### Les isomères de la structure de Dawson
En tout il existe six isomères de la structure de Dawson mais seulement quatre d'entre eux ont été caractérisés. Ils sont désignés par les lettres grecs α, β, γ et γ*. L'isomère α ainsi que l'isomère γ sont de symétrie D3h, l'isomère β est de symétrie C3v, l'isomère γ* est de symétrie D3d.

### La structure du Polyoxotechnétate
Il existe une isomère de la structure du polyoxotechnétate [H7O3]4[Tc20O68] ⋅ 4H2O  formé dans l'acide très fort.

## La synthèse des POM
La synthèse des POM nécessite des conditions de réactions précises (pH, temps et température de chauffage). Une légère variation de pH peu entraîner la formation de différentes espèces de POM.

## Propriétés et applications

### Propriétés catalytiques
Les POM sont utilisés comme catalyseurs commerciaux pour l'oxydation des composés organiques. Chem. Rev. 98 (1): 171–198. DOI 10.1021/cr960400y. PMID 11851502.
Les efforts se poursuivent pour étendre ce thème. Les oxydations aérobies à base de POM ont été promues comme alternatives aux procédés de blanchiment de la pâte de bois à base de chlore,[36] une méthode de décontamination de l'eau, et une méthode de production catalytique d'acide formique à partir de la biomasse (procédé OxFA).[38] Il a été démontré que les polyoxométalates catalysent la séparation de l'eau.